# José Américo Taira da Costa
José Américo Taira da Costa (Lisboa, 18 de novembre de 1968) és un exfutbolista portugués, que ocupava la posició de migcampista.

## Trajectòria
Després de militar a l'Oeiras i al Montijo, el 1989 arriba a l'Os Belenenses, club al qual romandria fins a la temporada 95/96 (tret d'una cessió a l'Estrela Amadora la temporada 94/95). L'estiu de 1996 passa a la lliga espanyola al fitxar per la UD Salamanca.
Taira seria un dels jugadors més importants del conjunt castellà de la segona meitat dels 90, tot jugant tant en Primera com en Segona Divisió. El 2000 recala al Sevilla FC, però no gaudeix de la mateixa regularitat que al Salamanca, i després de jugar 19 partits la temporada 00/01, a la següent no apareix un sol minut.
El 2002 retorna al seu país per jugar amb el Farense, i un any després, a l'Oriental, on penjaria les botes el 2004.